# Fritz Vogelgsang
Fritz Vogelgsang (Stuttgart, Alemanya, 1930 - Xiva de Morella, els Ports, València, 22 d'octubre de 2009) fou un escriptor i traductor alemany.
La publicació per l'editorial Amman de Zuric de l'obra poètica completa de Salvador Espriu en versió bilingüe català-alemany significa un fita històrica en la recepció de la literatura catalana en l'àmbit cultural alemany. A més va traduir Pablo Neruda, Antonio Machado i del Tirant lo Blanc entre moltes altres clàssics en català i castellà. Nascut a Stuttgart, Vogelsgang residia i treballava part de l'any a la localitat alemanya de Markgröningen a la Selva Negra, i la resta a Morella. També va traduir Octavio Paz, Rafael Alberti, Luis de Góngorai Fernando de Rojas. La versió alemanya del Tirant, en tres volums va ser presentada a la Fira de Frankfurt del 2007, a la qual la cultura catalana va ser convidada d'honor. El 2008 aquesta versió va ser distingida amb el premi de la traducció de la Fira de Leipzig.
La Generalitat el va guardonar el 1985 amb el Premi de Literatura Catalana.

## Premis
- Johann Friedrich von Cotta-Literatur- und Übersetzerpreis der Landeshauptstadt Stuttgart (1978)
- Christoph-Martin-Wieland-Preis (1979)
- “Premi Nacional de Foment a la Traducció d'Autors Espanyols (1984)[5]
- Premi de Literatura Catalana (1985)[6]
- Johann-Heinrich-Voß-Preis für Übersetzung (1991)
- Wilhelm-Merton-Preis für europäische Übersetzungen (2001)
- Preis der Leipziger Buchmesse (2008) per la traducció de Tirant lo Blanc - Der Roman vom Weißen Ritter Tirant lo Blanc